# 꾸뻬씨의 행복여행 (영화)
《꾸뻬씨의 행복여행》(영어: Hector and the Search for Happiness)은 2014년 공개된 영국의 영화로, 프랑수아 를로르의 동명 소설을 원작으로 한다.

## 줄거리
정신과 의사인 헥터는 '진정한 행복이란 무엇일까'라는 의문을 가지고 모든 것을 남겨둔 채 여행을 떠난다.

## 배역
- 사이먼 페그 - 헥터 역
- 로저먼드 파이크 - 클라라 역
- 토니 콜렛 - 애그니스 역
- 바리 아츠마 - 마이클 역
- 스텔란 스카르스고르드 - 에드워드 역
- 크리스토퍼 플러머 - 코어먼 역
- 장 르노 - 디에고 바레스코 역
- 조명 - 잉리 역

## 한국판 성우진(KBS) (2016년 2월 8일)
- 김일 - 헥터(사이먼 페그)
- 박희은 - 클라라(로저먼드 파이크)
- 유강진 - 코먼 교수(크리스토퍼 플러머)
- 송도영 - 안잘리(베로니카 페레스)
- 김기현 - 디에고(장 르노)
- 이봉준 - 에드워드(스텔란 스카르스고르드) / 니도프 교수(버나드 커플링) / 비행 기장(기스 데 빌리어스)
- 홍진욱 - 수도승(이가와 토고) / 아프리카 남자(찰스 발로이)
- 사성웅 - 헥터의 환자(크리스 고디어) / 항공 승객(미로슬라프 카렐) / 수도승(이홍방) / 아프리카 대장(아킨 오모토소)
- 이희탁 - 마르셀(안소니 오즈예미) / 클라라의 친구(빈센트 게일) / 중국인 남자(왕수제) / 아프리카 남자(센조 빌라카지)
- 사문영 - 헥터의 환자(트레이시앤 오버먼) / 일등석 승객(테사 주버)
- 박영재 - 마이클(바리 아츠마) / 알렌(채드 윌럿) / 헥터의 환자(마이클 애덤스웨이트)
- 오인실 - 아그네스(토니 콜렛) / 스튜어디스(알렉사 다미안) / 아프리카 항공 승객(스트핸드위 크고로게) / 항공 승객(샨텔 허만)
- 은정 - 중국인 여자(조명) / 스튜어디스(메건 화이트)